# Valbonë
Valbonë ([valbɔn(ə)]; bepaalde vorm: Valbona) is een plaats in de deelgemeente Margegaj van de Albanese stad (bashkia) Tropojë. Het plaatsje ligt in het Nationaal Park Valbonëdal dicht tegen de grens met Montenegro aan de gelijknamige rivier, die haar naam gaf aan de vallei waarin nog een reeks andere dorpen liggen.
De inwoners van Valbonë zijn rooms-katholiek. Valbona is in Albanië een populaire meisjesnaam, afgeleid van de verschillende geografische begrippen.

## Geografie
Valbonë ligt in de Albanese Alpen op circa 20 kilometer noordelijk van districtshoofdplaats Bajram Curri aan de voet van de Maja e Jezercës, de hoogste berg die volledig op Albanees grondgebied gelegen is, en omgeven door een aantal andere toppen hoger dan 2400 meter.

## Toerisme en bezienswaardigheden
In de communistische periode gold Valbonë als een vakantieoord, maar het hotel in het dorp is vernield tijdens de rellen in 1997. Vandaag is het hotel geprivatiseerd en opnieuw opgebouwd, maar in tussentijd zijn ook een aantal kleinschalige gastverblijven geopend.
Een populaire activiteit bij toeristen is de dagtocht over de Valbonëpas naar het plaatsje Theth in de prefectuur Shkodër. Voorts ligt in de omgeving de alpenweide Fusha e Gjedhëve ('veeveld').
Bajram Curri